# هالویزیت
هالویزیت  (به انگلیسی: Halloysite) با فرمول شیمیایی {Al4[(OH)8 - Si4O10]}. (H2O)4 از مجموعه کانی هاست و هنگامیکه خشک است به زبان می‌چسبد. دراسیدکلریدریک حل شده و درآب متلاشی می‌گردد ولی حجیم نمی‌شود. باآب مقطر شسته و تمیز می‌شود. کانی‌های مشابه شامل مونتموریونیت، کائولینیت است که با اشعه X و عکس‌العمل‌های شیمیایی ازآن قابل تفکیک می‌باشند. از نام زمین‌شناس بلژیکی O.d'Halloye گرفته شده‌است. دراسیدکلریدریک حل شده و درآب متلاشی می‌گردد ولی حجیم نمی‌شود. باآب مقطر شسته و تمیز می‌شود. Al2O۳:۳۴٫۷٪  SiO۲:۴۰٫۸٪  H2O:۲۴٫۵٪  انکلوزیون‌های آهن، کرم، منیزیم، نیکل، مس برای اولین بار در فرانسه کشف شد و از نظر شکل بلور: لوله‌ای فقط در میکروسکوپ، رنگ: سفید - متمایل به زرد - متمایل به قرمز - متمایل به سبز - متمایل به آبی، شفافیت: نیمه شفاف، شکستگی: خاکی، جلا: مات - چرب، رخ: ندارد، سیستم تبلور: مونوکلینیک و در رده‌بندی سیلیکات است  و منشأ تشکیل آن هیدروترمال - ثانوی است.
همایند کانی‌شناسی (پارانژ) آن مونتموریونیت - کائولینیت- مونت موریونیت- کائولینیت- مارکاسیت است.
کاربرد آن: در صنایع سرامیک، از نظر ژیزمان تجمع خاکی و غباری - بی شکل و متراکم فراوان است و بیشتر در آلمان، بلژیک، چک اسلواکی، لهستان و روسیه یافت می‌شود.

## منبع
- پردیس کشاورزی ایران